# Jean-Christophe Balouet
Jean-Christophe Balouet (Caudéran, 12 novembre 1956 – Orrouy, 30 marzo 2021) è stato un ornitologo e paleontologo francese.

## Biografia
Collaborò a lungo con Storrs Olson dello Smithsonian Institution nell'ambito della ricerca paleornitologica sugli uccelli estinti della Nuova Caledonia, nella regione sudoccidentale dell'Oceano Pacifico.

## Opere e pubblicazioni
- Fossil Birds from Late Quaternary Deposits in New Caledonia (con Storrs Olson). Smithsonian Contributions to Zoology 469. Smithsonian Institution Press, Washington D.C., 1989
- Extinct species of the world: lessons for our future (con Eric Alibert). Letts: London, 1990, ISBN 978-1-85238-100-4